# Salvador Mazza
Salvador Mazza (Buenos Aires, 6 de junho de 1886 – Monterrey, México, 9 de novembro de 1946) foi um médico e bacteriologista argentino, reconhecido por ter se dedicado ao estudo e combate da doença de Chagas e outras enfermidades endêmicas.